# Jesús Larraza
Jesús Larraza (Basauri, 20 luglio 1903 – Ugao-Miraballes, 27 maggio 1926) è stato un calciatore spagnolo, di ruolo centrocampista.

## Biografia
Morì in un incidente in moto sulla strada di campagna di Miravalles.

## Palmarès

### Club

#### Competizioni nazionali
- Coppa di Spagna: 1

Athletic Bilbao: 1923